# Souimanga de Bolton
Aethopyga boltoni
Espèce
Statut de conservation UICN

 LC  : Préoccupation mineure
Le Souimanga de Bolton (Aethopyga boltoni) est une espèce de passereaux de la famille des Nectariniidae. 

## Répartition
Cet oiseau est endémique de l'île de Mindanao aux Philippines.

## Liste des sous-espèces
Selon GBIF (19 août 2024) :
- Aethopyga boltoni boltoni Mearns, 1905
- Aethopyga boltoni malindangensis Rand & Rabor, 1957

## Classification
Le nom valide complet (avec auteur) de ce taxon est Aethopyga boltoni Mearns, 1905,.
Ce taxon porte en français le nom vernaculaire ou normalisé suivant : Souimanga de Bolton.

### Étymologie
Son épithète spécifique, boltoni, et son nom vernaculaire, « de Bolton », lui ont été donnés en l'honneur du sous-lieutenant de l'armée américaine Edward C. Bolton, alors gouverneur du district de Davao, pour avoir aider l'auteur à atteindre le sommet du mont Apo.

### Publication originale
- (en) Edgar A. Mearns, « Descriptions of a new genus and eleven new species of Philippine birds », Proceedings of the Biological Society of Washington, Washington, Biological Society of Washington (d), vol. 18,‎ 20 janvier 1905, p. 1-8 (ISSN 0006-324X et 1943-6327, OCLC 1536434, lire en ligne).